# Astragalus gebleri
Astragalus gebleri es una especie de planta del género Astragalus, de la familia de las leguminosas, orden Fabales.

## Distribución
Astragalus gebleri se distribuye por China, Mongolia y Kazajistán.

## Taxonomía
Fue descrita científicamente por Fischer ex Bong. Fue publicada en Verz. Pfl. Saisang-Nor.